# 水森翠
水森 翠（みずもり すい、1996年12月21日 - ）は、日本の元AV女優。

## 略歴
2019年12月にAVデビュー。プライムエージェンシー所属。
2020年中に活動を休止。

## 人物
東京都出身。
趣味・特技はクラシックバレエ、健康増進、陸上。
オナニーは小学生の頃からしていて、クレヨンしんちゃんをオカズに電動マッサージ器を使ってしていた。
処女であることが恥ずかしいと感じて15歳の時に友達の先輩を相手に初体験。
中学生の時にテレビ番組で刺青を入れている女性を見て、自分も入れると決めた。首の後ろに“Family”と入れたのが最初で、後に全身に複数の刺青を入れている。刺青はアートととらえている。首の正面側には、約束を破った際の痛みを体に刻もうと指切りげんまんの絵柄を入れている。
AV女優となったきっかけはスカウト。刺青を多数入れていることもあって、最初は自分にできるのかという思いが強かった。
タトゥーのあるAV女優はマニア向けとなる傾向があったが、2020年4月発売『水森翠 朝から晩まで中出しセックス40』 がFANZA通販フロアでデイリー7位を記録するなどAV購買層の中では幅広く人気を得ている。

## 作品

### アダルトDVD
2019年
- W51cm 極美タトゥーBODYを持つアジアン美痴女AVデビュ（12月1日、ムーディーズ）
- 「ただいま、おにいちゃん」 全身タトゥーで突然の帰省。兄の股間をイジめて微笑む妹。（12月25日、ダスッ!）

2020年
- 本番なしのマットヘルスに行って出てきたのは隣家の高慢な美人妻。弱みを握った僕は本番も中出しも強要!店外でも言いなりの性奴隷にした（1月13日、溜池ゴロー）
- 汗だく性欲まみれ痴女! 脱獄犯に強制中出しで犯されちゃったボク… 6（1月25日、痴女ヘブン）
- 「先生、私、進学します」 進路まで決めてくれた大事な恩師とデリヘルバイトで再開。（1月25日、ダスッ!）
- 隣に住む魅惑の絶倫タトゥー美女 〜僕の家に彼女が待ってるのに隣のお姉さんの家に呼び出されて中出しされ続けた逆NTRの日々〜（1月25日、本中）
- 睨みながらシゴいてくれるM男専用 裏オプエステ（2月25日、ダスッ!）
- TATTOOな美女と、M男な僕。（2月29日、ドリームチケット）
- Wタトゥーギャル 「放課後はオメェのチ○ポをシゴいてやるからなっ!!」（3月1日、ワンズファクトリー）
- 朝から晩まで中出しセックス 40 (4月23日、 アイエナジー)
- 親友に恥部を責め嬲られ腰をくねらす水森翠レズ解禁旅行（5月25日、ダスッ!）
- 【刺青女】 美しすぎるTATTO女子は【ドM変態願望】だったが、見た目に反してびっくりするほどシャイで実はイチャラブSEX好きだった。（7月23日、アキノリ）
- M女ワキ虐め（10月8日、レイディックス）
- マンスジ前貼りお漏らし（11月12日、レイディックス）
- 潜入!TATTOOガールズバー 激レア全身刺青女子が営業終了後の店内でデカチンに屈する淫欲絶頂SEX（11月19日、ディープス）※「れい」名義
- 女装娘と痴女 教え子の女装癖に興奮して愛玩調教する美人女教師（12月7日、犬）

2021年
- 全裸尿道責め（2月7日、犬）

### アダルトVR
2020年
- 学生時代、僕をパシリにした全身タトゥーの元ヤンがイメクラ嬢に転落 過去の愚行をネタに脅し本番強要!苦悶の表情を嘲笑う完全服従リベンジVR（1月30日、kawaii*）
- タトゥー制服痴女VR 制服ギャル3人組に拉致られ腹パン!顔面とムスコを足蹴にされながら強制オナニー! ディスられ完全に“モノ”扱いされるハーレム逆レ○プ!（2月7日、ワンズファクトリー）
- 誘惑タトゥーショップ（7月10日、ワープエンタテインメント）

### 配信限定
- 【超絶ウブなS級モデル】×【tattooだらけの遊びまくってそうな見た目とは裏腹に…超奥手なムッツリどMキャラ】×【自宅に隠してあったセーラーコスでビクビクあんあん赤面ドMをぶち壊しオラオラセックス】※終始赤面しながら感じまくる可愛い過ぎる彼女のエロギャップが危険。(ヌキ過ぎ注意)：夜の巷を徘徊する〝激レア素人〟!! 39（2020年3月5日、プレステージプレミアム）※「スイ」名義

### デジタル写真集
- TATTOOな美女と、M男な僕。（2020年4月3日、DT publishing）